# ベルクマンの法則

スウェーデンのヘラジカの体重と緯度（寒さ）の関係

ベルクマンの法則（ベルクマンのほうそく）とはドイツの生物学者クリスティアン・ベルクマン（Christian Bergmann）が1847年に発表したものであり、「恒温動物においては、同じ種でも寒冷な地域に生息するものほど体重が大きく、近縁な種間では大型の種ほど寒冷な地域に生息する」というものである。これは、体温維持に関わって体重と体表面積の関係から生じるものである。類似のものにアレンの法則があり、併せてベルクマン・アレンの法則と呼ばれる事もある。

## 具体例
例えばよく例として挙げられるものに、クマがある。熱帯に分布するマレーグマは体長140cmと最も小型で日本からアジアの暖温帯に分布するツキノワグマは130-200cm、温帯から寒帯に生息するヒグマは150-300cm、北極近辺に住むホッキョクグマは200-300cmにも達する。また日本国内のシカは北海道から慶良間諸島まで分布するが北海道のエゾシカが最大であり、慶良間諸島のケラマジカが最も小柄である。

## 理論
この現象の理由は、体温保持との関わりで説明される。恒温動物は、常に体温を一定に保つために体内では常に熱を生産している。この熱は、筋運動やさまざまな代謝によって生み出される。他方、体表面からは熱が放出され、それを促進するためには発汗による気化熱が利用される。したがって体内での熱生産量はほぼ体重に比例し、放熱量はおおよそ体表面積に比例する。
放熱量は体長の2乗に、熱生産量は体長の3乗に比例する。これは、体長が大きくなるにつれて体重当たりの体表面積は小さくなることを意味する。いわゆる2乗3乗の法則の例の一つである。
温暖な地域では体温を維持するためには放熱を十分に行う必要があるから体重当たりの体表面積は大きくなければならず、小型であるほうがよい。逆に寒冷な地域では放熱は簡単であり、むしろ体温を維持するためにはそれを抑える必要があり、そのためには大型であることが有利となる。
| 用語                 | 内容                                   | 用語がさすもの          |
| -------------------- | -------------------------------------- | ----------------------- |
| ベルクマンの法則     | 寒冷な温度ほど体サイズが大きくなる     | メカニズム/分布パターン |
| ベルクマンクライン   | 高緯度地方ほど形質が大きくなる         | 分布パターン            |
| 逆ベルクマンの法則   | 寒冷地または高緯度ほど形質が小さくなる | 分布パターン            |
| 逆ベルクマンクライン | 逆ベルクマンの法則と同義               | 分布パターン            |

## アレンの法則
類似の法則にアレンの法則がある。1877年にジョエル・アサフ・アレン（Joel Asaph Allen）が発表したもので、「恒温動物において、同じ種の個体、あるいは近縁のものでは、寒冷な地域に生息するものほど、耳、吻、首、足、尾などの突出部が短くなる」というものである。これも体温維持に関するもので、このような体の突出部は体表面積を大きくして放熱量を増やす効果がある。温暖な地域では、そのような部分の拡大は放熱量を増やすことで体温維持を容易にすることになる。逆に寒冷な地域ではその部分から体温を奪われるという点と共にそのような部分の体温を維持するのが困難なため、凍傷になりやすいという問題点がある。
例えばキツネ類ではアフリカから中東の砂漠地帯には非常に耳の大きなフェネックが生息し、極地に生息するホッキョクギツネでは耳が丸くて小さいことなどその例に当たる。あるいは、（ヒトを除けば）最も寒冷な地域に生息するサルであるニホンザルが近縁のものと比べても極端に短い尾を持つこともその例に挙げられる。
- Vulpes zerda
フェネック/サハラ
- Vulpes vulpes
アカギツネ/温帯
- Alopex lagopus
ホッキョクギツネ/北極域

### 両法則の関連
ベルクマンの法則とアレンの法則はほぼ同じ理由による現象を述べたものであり、実際にはこの両方が同時に出現することが珍しくない。例えばホッキョクグマはヒグマにはやや劣るものの巨大な体格を持ち、同時に耳は小さい。またフェネックギツネは小柄であって、同時に耳が大きい。
ただし耳や尾、足といった構造は生活に直結するものであるし体の大きさも体温保持だけが決定要因ではない。ホッキョクグマの小さな耳は海中に入ることが多いことから、水中生活への適応と見るべきかもしれない。フェネックギツネの大きな耳は地中の小動物を捕捉するために有効であるから、そのために発達したものであるとの考えは有り得る。もっともこれには放熱のために発達した器官を利用する習性が産まれたという、いわば前適応の例と考えることもできるし両者が関わって発達したと見ることもできる。具体的証拠なしに考えを進めると、進化の議論はどうにでもなるという一例である。

## 逆の例
なお変温動物においては体温維持の必要がないが、やはり暖地と寒冷地とで動物の体格に差がある例がある。日本でもコオロギやヒキガエルなど多くの変温動物に寒冷地に行くほど小型のものが生息する傾向が見られる。ヘビやトカゲでは、ニシキヘビやオオトカゲのような大型種は低緯度地方にしか生息しない。このような現象を、逆ベルクマンの法則ということがある。コオロギでは寒冷地では活動できる時間が短いので、成虫になるまでに摂取できる食料が少ないためと言われる。さらに小型のスズムシ類では本州南部では年3回発生、北部では年2回発生する種があり、この場合、本州南部から北に向かうにつれて小型の個体が生息するが年2回になる境界線を越えると一旦大きな個体が現れ、そこから北へふたたび次第に小型になってゆく現象がある。ヘビやトカゲ、カエル等の多年生生物では低温時では体温を日光浴などで上昇させなくてはならず体が大きいと上がるのに時間が掛かり、充分な活動ができないからではないかと言われている。例えば、ユーラシア北方に広く分布するコモチカナヘビでは成体の方が同所的に生息する幼体よりも春秋共に活動期間が短い（冬眠期間が長い）。これは1日の活動可能気温の時間が短くなるにつれ、体温上昇に時間のかかる成体の方が実質活動期間が短くなるため（活動可能な体温になるまでに気温が低下してしまうから）ではないかという説がある。